# Мурзин, Михаил Васильевич
Михаил Васильевич Мурзин (28 августа 1938, Курачево, Башкирская АССР — 8 мая 2011, Волгоград) — советский и российский театральный художник-постановщик, сценограф, коллекционер, член волгоградского отделения Союза художников СССР, выпускник Российский государственный институт сценических искусств. За свою жизнь, в качестве художника-постановщика и художника по костюмам, Мурзин М. В. оформил более 300 спектаклей.

## Биография
Родился в крестьянской семье на среднем Урале. Сын колхозницы и фронтовика, прошедшего всю войну до Польши. В юности был прилежным учеником и отличником, в старших классах вёл уроки в сельской школе, заменяя отсутствовавших учителей. По окончании армейской службы на Байконуре, где он стал свидетелем первого полёта в космос Ю. А. Гагарина, был зачислен в Ленинградский институт театра, музыки и кинематографии им Н. К. Черкасова на курс Н. П. Акимова и Т. Г. Бруни.
В эти же годы, будучи студентом, начал собирать свою коллекцию театральных афиш. И первыми афишами были афиши идущих спектаклей Акимова Николая Павловича своего любимого преподавателя. Сейчас в архиве Мурзина М. В. собраны театральные афиши Акимова ко всем спектаклям с 1958 до 1963 гг.
На стадии преддипломной практики, которую проходил в Петрозаводском Музыкальном театре, молодому специалисту сразу предложили должность заведующего постановочной частью. Так М. В. Мурзин остался в театре и даже не вернулся в институт на церемонию вручения диплома. В семейном архиве художника вместо диплома института хранится зачётная книжка.
В 1966 году театральный режиссёр В. Бортко пригласил Мурзина в Волгоградский театр им. Горького для постановки спектакля «Не стреляйте в белых лебедей» Б. Л. Васильева, за тем был спектакль «Конец Хитрова рынка» по пьесе А. А. Безуглова. Спектакль был успешным и явился началом театральной карьеры М. Мурзина, впоследствии главного художника театра.
За годы работы он оформил спектакли «Рождество в доме синьора Купьелло» Э. де Филиппо «Возраст расплаты», «Я пришёл дать вам волю» В. Шукшина, «Нора» Ибсена, «Час пик», «Другая» и «Всё остается людям» С. Алёшина, «Конец Хитрого рынка», «Старый дом», «Донская повесть», «Из записок Лопатина», «Интервью в Буэнос-Айресе», «Между ливнями», «Бешеные деньги», «Телевизионные помехи» и другие.

После открытия Волгоградского театра юного зрителя много лет сотрудничал с театром. Мурзиным были оформлены такие спектакли «И всё таки она вертится!» А. Хмелика, «Остановите Малахова!» В. Аграновского, «Хижина дяди Тома», «Великий лягушонок», «Защитник Ульянов» и другие.
С Волгоградским ТЮЗом Мурзин сотрудничал все годы, которые проживал в Волгограде, в 70-х, 80-х и даже в 90-х годах.
Позже М. Мурзин несколько лет работал главным художником в Луганском драматическом театре.
Оформлял спектакли в Курске, Шахтах, Кривом Роге, Пятигорске, Днепропетровске, и в Луганский театр, куда он был приглашен в качестве художника-постановщика, а позже стал главным художником театра и даже переехал в город со своей семьей на несколько лет.
В Волгоградский музыкальный театр в 1996 году его пригласил Мельмонт Е. М. для постановки оперы Верди «Риголетто». Этот спектакль в постановке заслуженного деятеля искусств Казахстана Бориса Рябикина и художественном оформлении М. Мурзина был признан «Премьерой сезона» 1997—1998 годов. В «Риголетто» в качестве художника по костюмам дебютировала дочь Мурзина Илона Боксер. В Волгоградском музыкальном театре Мурзиным были оформлены спектакли «Летучая мышь» И. Штрауса, «Свадьба Фигаро» В. А. Моцарта, «Фаворит» М. Самойлова, постановка в честь 60-летия победы в Сталинградской битве «Великий подвиг Сталинграда» и другие.
В Оренбургском театре музыкальной комедии в качестве художника-постановщика оформил оперетту Кальмана «Принцесса цирка» в тандеме с Илоной Боксер, которая делала костюмы.
Всего за свою жизнь оформил более 300 спектаклей.
Являлся участником многих всесоюзных и всероссийских выставок художников театра и кино.
Работы Мурзина были представлены в рамках 2-х коллективных экспозиций, организованных Волгоградским музеем изобразительных искусств и посвящённых истории театрального творчества волгоградских художников: первая выставка «Театральная история. Избранное…» состоялась в 2006 году, вторая, под названием «В мире оперетты», — в октябре-ноябре 2012 года, уже после смерти художника.

## Галерея

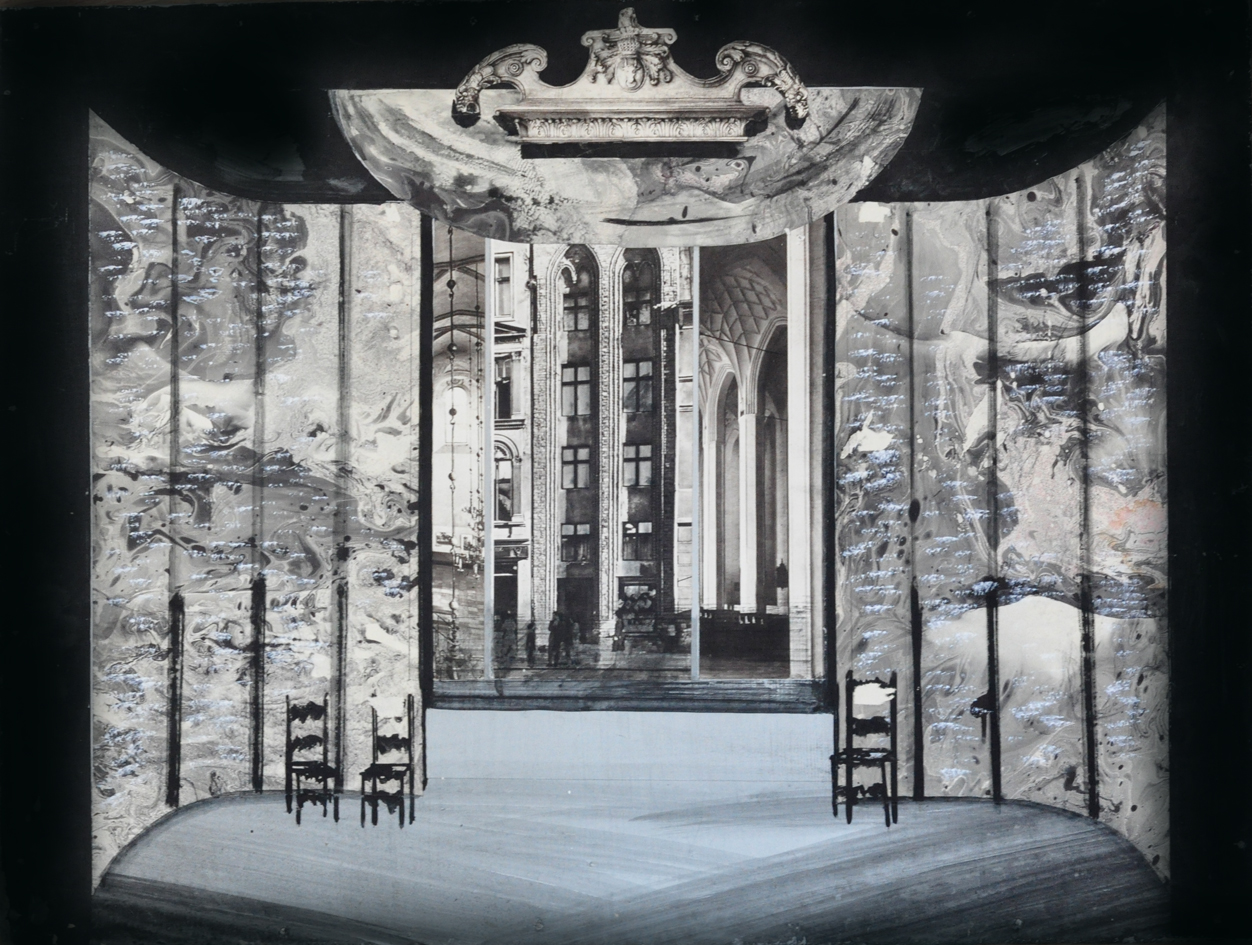
Эскиз М. Мурзина к спектаклю «Бал-маскарад» для Волгоградского музыкального театра, 2000 г., режиссёр Вадим Милков
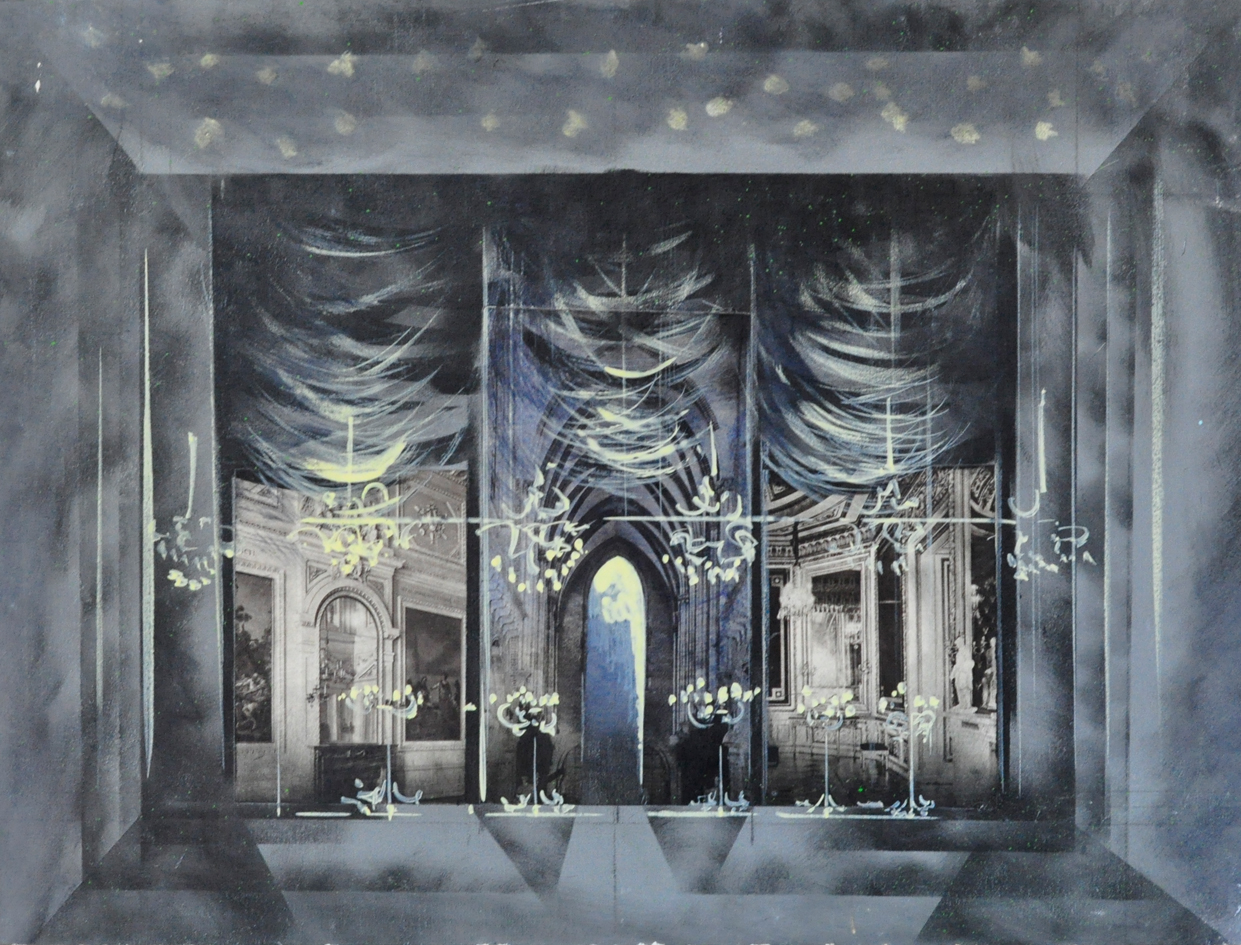
Эскиз М. Мурзина к спектаклю «Тоска» для «Царицынской оперы», 1997 год. Режиссёр Милков, Вадим Георгиевич
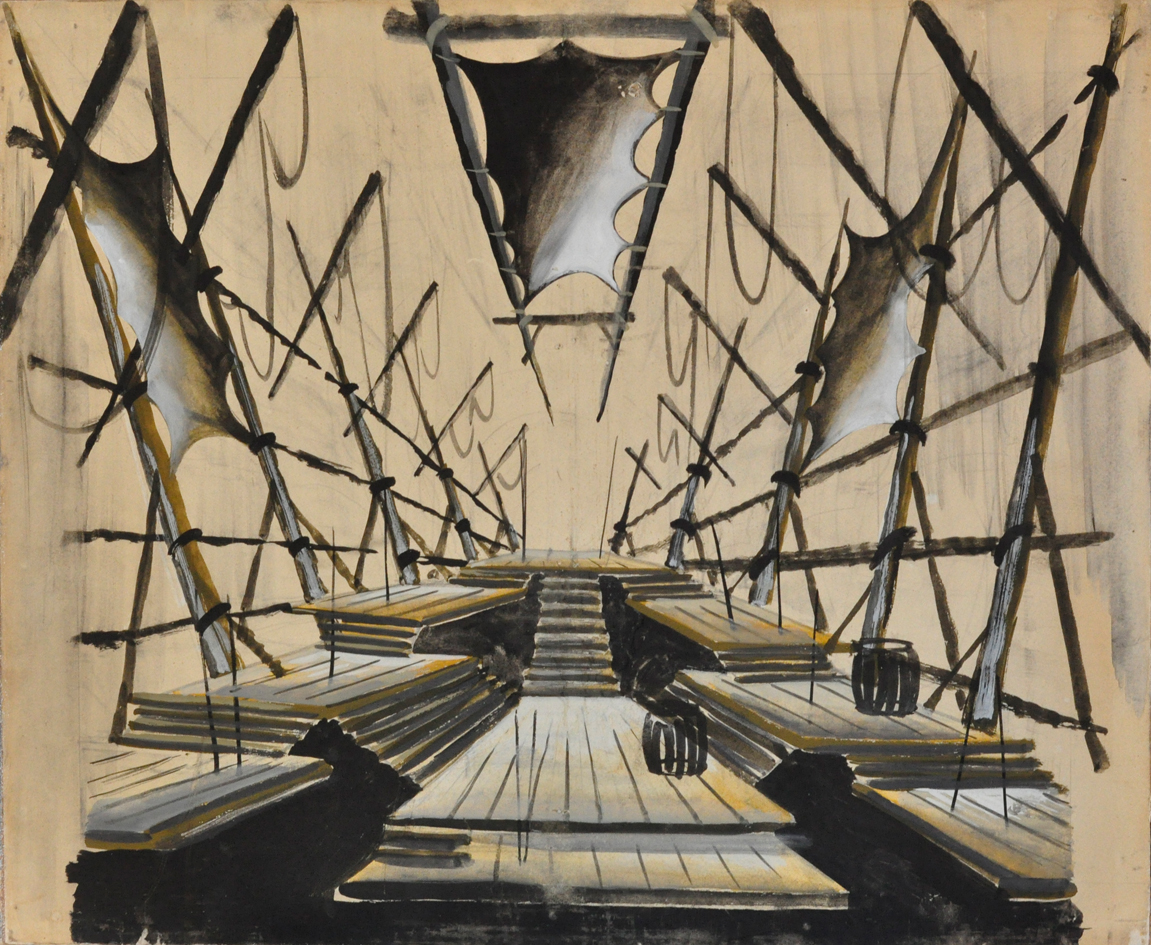
Эскиз М. Мурзина к спектаклю «Я пришёл дать вам волю» для Волгоградского областного драматического театра им. Горького, 1976 год, режиссёр П. И. Слюсарев
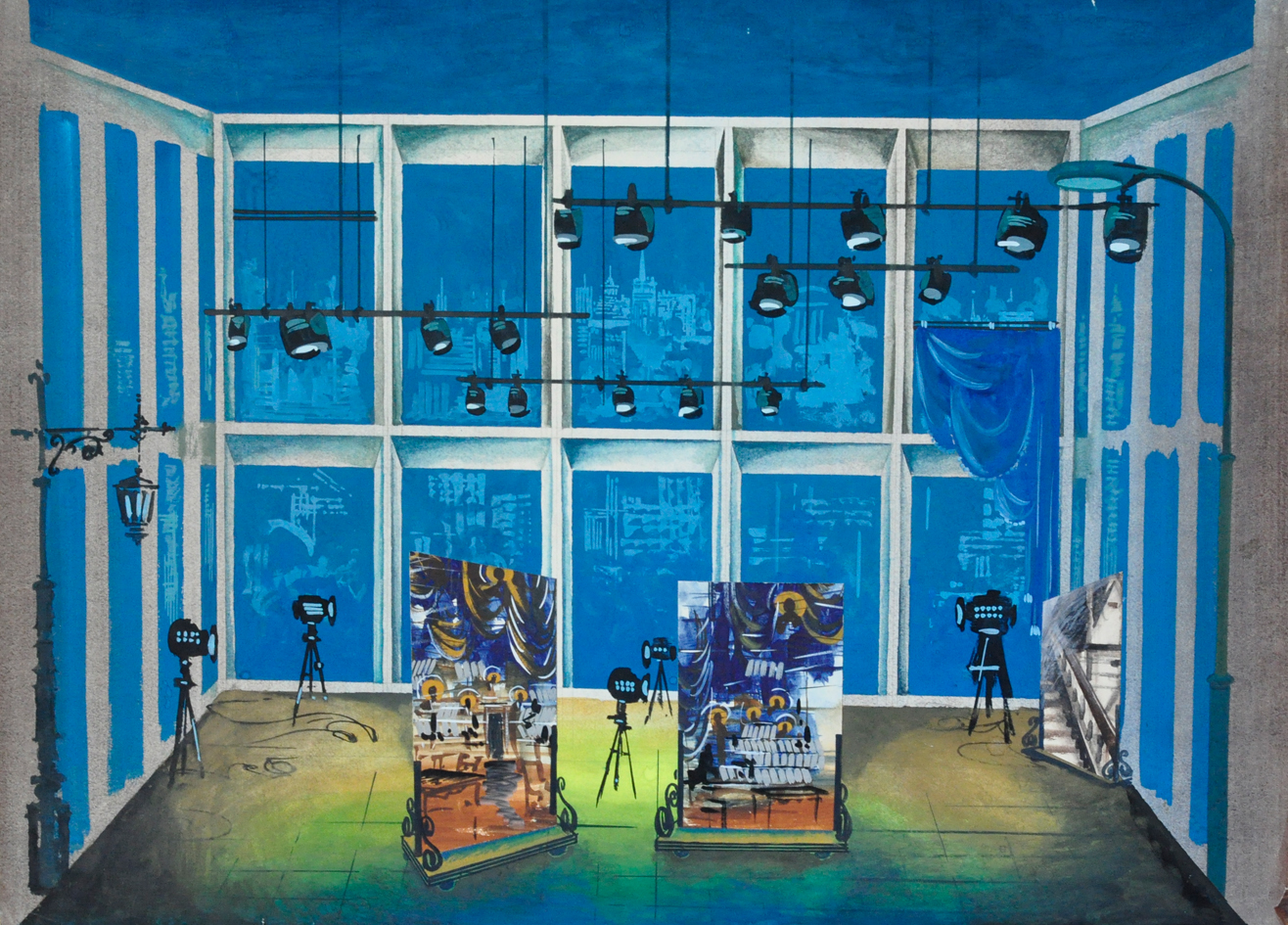
Эскиз М.В.Мурзина к спектаклю «Весна-весна» для Волгоградского музыкального театра, 1979 год.
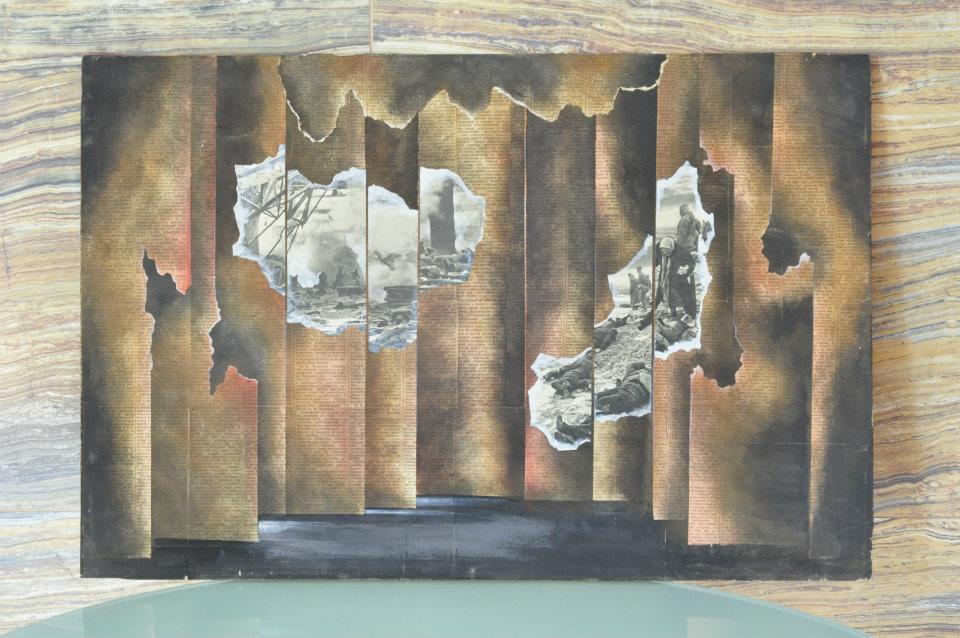
Эскиз М. Мурзина к спектаклю «Из записок Лопатина» для Волгоградского областного драматического театра им. Горького, 1973-1974 годы.

## Семья
Дочь: театральный художник-постановщик и художник по костюмам Илона Боксер, в соавторстве с отцом оформила 15 спектаклей. Внучка: художник София Боксер.

## Спектакли сценография

### Музыкально-драматический театр Карельской АССР (1956—1968)
- 1965 — «Джудитта» Франца Легара (премьера декабрь1965)

### Волгоградский театр драмы имени Горького (1967—1985)
- 1966 — «Не стреляйте в белых лебедей» Борис Васильев[3] Режиссёр Бортко В. В.
- 1967 — «Прозрачный мир» Ф. Райжевский. Режиссёр засл. деятель ис-ств КАССР И. П. Петров (премьера февраль 1967)
- 1967 — «Час пик» Е. Стравинский[3]. Режиссёр Бортко В. В.
- 1968 — «Возраст расплаты» Л. Жуховицкий[10] Режиссёр засл. деятель ис-ств КАССР И. П. Петров, художник по костюмам Н. Гапонова
- 1968 — «Гроссмейстерский бал» И. Штемлер. Режиссёр Э. Шестаков
- 1969 — «Ты — это я!» Л. Ленч. Режиссёр засл. деятель ис-ств РСФСР А. С. Михайлов
- 1969 — «Конец Хитрова рынка» Ю. Кларов А. Безуглов. Режиссёр засл. артист РСФСР М М Новохижин
- 1969 — «Другая» С. Алешин. Режиссёр Г. С. Оганесян
- 1969 — «Десять суток за любовь». К. Константинов Б. Рацер. Режиссёр заслуженный деятель искусств РСФСР А. С. Михайлов, художник по костюмам Н. И. Гапонова
- 1970 — «Между ливнями» А. Штейн. Режиссёр засл. деятель ис-ств КАССР И. П. Петров
- 1970 — «Бешеные деньги» А. Островский. Режиссёр Чертков В. Л.
- 1971 — «Странный доктор» А. Сафонов. Режиссёр Ю. Г. Брегер
- 1971 — «Мария» Володин
- 1972 — «Алая звезда»
- 1972 — «Дом сумасшедших» Эдуардо Скарепта
- 1973 — «На всякого мудреца довольно простоты» А. Н. Островский. Режиссёр Ф. Сакалиса
- 1973 — «Том — большое сердце» С. Богомазов, С. Шатров. Режиссёр Ю. Г. Брегер
- 1973 — «Кукольный дом. Нора» Г. Ибсен. Режиссёр Ю. Г. Брегер
- 1973 — «Поздняя любовь» А. Н. Островский. Режиссёр Г. Сумкин
- 1974 — «Долги наши» Э. Володарский. Режиссёр Ю. Г. Брегер
- 1974 — «Родственники» Э. Брагинский
- 1974 — «Урок искренности» Горбашов
- 1973 — «Из записок Лопатина» К. М. Симонов
- 1975 — «Романтики» Ростан
- 1975 — «Энергичные люди» Брагинский
- 1976 — «Вишневый сад» А. П. Чехов. Режиссёр Ю. Г. Брегер (премьера 20 мая 1976)
- 1976 — «Интерьвью в Буэнос-Айресе» Г. Боровик. Режиссёр заслуженный деятель искусств РСФСР П. И. Слюсарев (премьера январь 1976)
- 1976 — «Командировочный роман» В. Черных. Режиссёр заслуженный деятель искусств РСФСР П. И. Слюсарев (премьера май 1976)
- 1976 — «Берег» Ю. Бондарев. Режиссёр заслуженный деятель искусств РСФСР П. И. Слюсарев (премьера ноябрь 1976)
- 1977 — «Тихий Дон» М. Шолохов. Режиссёр В. Зверовщиков (премьера сентябрь 1977)
- 1977 — «…И проснулся знаменитым» Е. Каплинская. Режиссёр Бортко В. В.
- 1977 — «Белая палатка» Стаднюк
- 1977 — «А зори здесь тихие» Борис Васильев
- 1978 — «Деньги для Марии» В. Распутин. Режиссёр В. Зверовщиков (премьера март 1978)
- 1978 — «Рождество в доме синьора Купьелло»[3] Э. де Филиппо. Режиссёр Бортко В. В.
- 1978 — «Я пришел дать вам волю» Шукшин.
- 1978 — «Татуированая роза» Т. Уильямс. Режиссёр засл. деятель искусств ЧАССР В. Меньших.
- 1978 — «Старый дом» Арбузов. Режиссёр засл. деятель искусств ЧАССР В. Меньших.
- 1978 — «Кладовщик из Загреба»
- 1978 — «Лапти самоплясы» М. Иванов. Режиссёр заслуженный деятель искусств РСФСР В. Давыдов (премьера 24 ноября 1978)
- 1979 — «Таблетка под язык» А. Макаёнок[3]
- 1979 — «Игра»
- 1979 — «Телевизионные помехи» Карой Сакони.
- 1985 — «Заступница» Ю. Нагибин. Автор композиции и спектакля Зоя Соколова (премьера декабрь 1985)

### Волгоградский театр кукол (1969—1973)
- 1969 — «Сказка о рыбаке и рыбке» А. С. Пушкин. Режиссёр Ю. Бычков.
- 1970 — «Страна ароматных цветов Тра-ла-ландия»

### Камерный драматический театр. Волгоградский экспериментальный Центр эстетического воспитания «Эккуль»
- 1990 — «Крутая девчонка» М. Рогожин. Режиссёр Э. Шестаков (премьера 24 сентября 1990)

### Воронежский академический театр драмы имени А. В. Кольцова
- 1972 — «Одни без Ангелов» Л. Жуховицкий. Постановка Г. Б. Дроздова

- 1972 — «Пока арба не перевернулась» О. Иоселиани

### Народный театр им Кирова
- «Москва-Париж-Москва» В. Винников, В. Крохи, В. Мурадели. Режиссёр В. Ф. Друзякина.

### Курский государственный драматический театр имени А. С. Пушкина
- 1976 — «Таблетку под язык» А. Макаенка, (премьера - 19.12.1976) Режиссер В. В. Бортко
- 1977 — «Час пик» Е. Ставинского. Режиссер В. В. Бортко
- 1978 — «Кошка, которая гуляла сама по себе» Р. Киплинга, (премьера - 3.12.1978) Режиссер В.В. Бортко

### Луганский академический областной русский драматический театр (1975—1995)
- 1975 — «Несколько дней без войны» К. Симонов. Режиссёр В. П. Тимошин (премьера 22 марта 1975)
- 1975 — «Власть» А. Сафронов. Режиссёр В. П. Тимошин (премьера 6 декабря 1975)
- 1976 — «Лиса и виноград» Г. Фигейредо. Режиссёр В. П. Тимошин (премьера 24 апреля 1976)
- 1976 — «Интерьвью в Буэнос Айресе» Г. Боровик. Режиссёр В. П. Тимошин (премьера 1 декабря 1976)
- 1977 — «Юность отцов» Б. Горбатов. Режиссёр В. П. Тимошин (премьера 14 апреля 1977)
- 1977 — «Долгожданный» А. Салынский. Режиссёр В. П. Тимошин (премьера 1 декабря 1977)
- 1978 — «Гибель эскадры» А. Корнейчук. Режиссёр В. П. Тимошин (премьера 20 апреля 1978)
- 1979 — «Мы нижеподписавшиеся» А. Гельман. Режиссёр В. П. Тимошин (премьера 29 апреля 1979)
- 1979 — «Тайна заброшенной шахты» Петров. Режиссёр В. П. Тимошин (премьера 31 декабря 1979)
- 1980 — «Приключения Буратино» А. Толстой. Режиссёр А. В. Бондаренко (премьера 24 февраля 1980)
- 1980 — «Пойти и не вернуться» В. Быков. Режиссёр В. П. Тимошин (премьера 3 мая 1980)
- 1980 — «Гедда Габлер» Г. Ибсен. Режиссёр Л. И. Педан. Костюмы Илона Мурзина (девичья фамилия) (премьера 30 октября 1980)
- 1982 — «Ретро» А. Галин. Режиссёр Л. И. Педан (премьера 19 февраля 1982)
- 1982 — «Наедине со всеми» А. Гельман. Режиссёр В. П. Тимошин (премьера 1 ноября 1982)
- 1982 — «Недоросль» Фонвизин. Режиссёр Л. И. Педан, Костюмы Илона Мурзина (девичья фамилия) (премьера 28 ноября 1982)
- 1983 — «Особняк» Эфинь. Режиссёр П. Н. Кленов (премьера 26 февраля 1983)
- 1983 — «Без вины виноватые» А. Островский. Режиссёр В. П. Тимошин, Художник по костюмам Илона Мурзина (девичья фамилия) (премьера 9 июня 1983)
- 1983 — «Спасите доктора Рейча» Ю. Бедзик. Режиссёр В. П. Тимошин (премьера 14 декабря 1983)
- 1984 — «Деревянный король» В. Зимин. Режиссёр Криль (премьера 1 января 1984)
- 1984 — «Белая палатка» И. Стаднюк. Режиссёр В. П. Тимошин (премьера 28 декабря 1984)
- 1985 — «Иван и Мадонна» А. Кудрявцев. Режиссёр Куренной (премьера 1 марта 1985)
- 1985 — «Рядовые» А. Дударев. Режиссёр А. В. Бондаренко (премьера 14 марта 1985)
- 1985 — «Делись огнем» Г. Довнар. Режиссёр В. П. Тимошин (премьера 30 апреля 1985)
- 1985 — «Любовь и голуби» К. Гуркин. Режиссёр В. П. Тимошин
- 1985 — «Именем революции» М. Шатров. Режиссёр В. П. Тимошин (премьера 20 ноября 1985)
- 1985 — «Егор Булычов и другие» М. Горький. Режиссёр В. П. Тимошин
- 1986 — «Собачье сердце» Булгаков М. А.
- 1986 — «Великий лягушонок» Лев Устинов. Режиссёр Куренной, Костюмы Илона Боксер (премьера 23 марта 1986)
- 1986 — «Жила была Сыроежка» В. Зимин. Режиссёр Куренной (премьера 31 декабря 1986)
- 1987 — «Ярость» А. Яновский. Режиссёр Куренной (премьера 14 марта 1987)
- 1987 — «Ищу человека» Д. Валеев. Режиссёр В. П. Тимошин (премьера 28 апреля 1987)
- 1987 — «Роз Мари» оперетта Режиссёр Куренной (премьера 18 октября 1987)
- 1987 — «День рождения кота Леопольда» А. Хайт. Режиссёр Е. А. Коваль (премьера 28 октября 1987)
- 1987 — «Вся надежда» М. Рощин. Режиссёр Куренной (премьера 18 декабря 1987)
- 1988 — «Приведения» Г. Ибсен. Режиссёр В. П. Тимошин (премьера 15 марта 1988)
- 1888 — «Последний поход Змея Горыныча» Режиссёр М. В.Голубович (премьера 24 марта 1988)
- 1988 — «Зона молчания» В. Котенко. Режиссёр Е. А. Коваль (премьера 29 декабря 1988)
- 1989 — «Уриэль Акоста» К. Гуцков. Режиссёр В. П. Тимошин (премьера 17 декабря 1989)
- 1990 — «Моя жена — лгунья» М. Мейо. Режиссёр В. П. Тимошин (премьера 17 апреля 1990)
- 1990 — «Ваш покорный слуга» А. Дмоховский. Режиссёр Ю. Брегер (премьера 25 декабря 1990)
- 1991 — «Аленький цветочек» С. Аксаков. Режиссёр Ю. В. Чернышов (премьера 22 марта 1991)
- 1991 — «Царь Федор Иоанович» А. Толстой. Режиссёр Ю. В. Чернышов (премьера 14 декабря 1991)
- 1992 — «Ах, Турандот, Турандот» В. Покровский. Режиссёр Ю. В. Чернышов (премьера 14 мая 1992)
- 1992 — «Гусар из КГБ» В. Константинов, Б. Рацер. Режиссёр Ю. В. Чернышов (премьера 5 ноября 1992)
- 1993 — «Кот в сапогах» Режиссёр Е. А. Коваль (премьера 27 декабря 1993)
- 1993 — «Мышьяк и старые кружева» Н. Кесселринг. Режиссёр Ю. В. Чернышов (премьера 30 января 1993)
- 1993 — «Шарж театра» Режиссёр Ю. В. Чернышов (премьера 27 марта 1993)
- 1993 — «Три супруги совершенства» А. Касон. Режиссёр Ю. В. Чернышов (премьера 27 апреля 1993)
- 1993 — «Очаг» А. Алешин. Режиссёр П. Н. Кленов (премьера 15 декабря 1993)
- 1994 — «Именины на костылях» С. Лобозеров. Режиссёр П. Н. Кленов (премьера 13 февраля 1994)
- 1994 — «Амилькар или человек, который платит» И. Жамиак. Режиссёр Москаленко (премьера 15 марта 1994)
- 2005 — «Дикарка» Жан Ануй. Режиссёр К. Добрунов, художник по костюмам И. Лубская (премьера 7 марта 2005)

### Волгоградский государственный театр «Царицынская опера» (1996—1997)
- 1996 — «Кармен» Бизе (премьера 11 июня 1996)
- 1996 — «Иоланта» опера Чайковский
- 1996 — «Флория Тоска» опера Пуччини. Режиссёр В. Г. Милков (премьера 12 декабря 1996)
- 1998 — «Севильский цирюльник» опера Дж. Россини. Режиссёр Валерий Раку[11]
- 1998 — «Паяцы» опера Леонкавалло. Режиссёр Т. Сальникова (премьера 13 февраля 1998)
- 1997 — «Сельская честь» П. Масканьи[11]

### Волгоградский муниципальный музыкальный театр (1997—2000)
- 1997 — «Риголетто» Верди. Режиссёр Рябикин Б. А. Костюмы И. Боксер (премьера 28 ноября 1997)
- 1997 — «Прекрасная Елена»
- 1998 — «Летучая мышь» оперетта И. Штраус[12]
- 1999 — «Свадьба Фигаро» В. А. Моцарт. Режиссёр В. Г. Милков, Костюмы И. Боксер (премьера 19 марта 1999)
- 1999 — «Фаворит» Самойлов. Режиссёр В. Г. Милков, Костюмы И. Боксер (премьера 22 октября 1999)
- 1999 — «Вестсайдская история» мюзикл Л. Бернстайна. Режиссёр В. Г. Милков, Костюмы И. Боксер
- 2000 — «Подписано — Фантанж» Анвар Эргашев. Режиссёр В. Милков, костюмы И. Боксер (премьера 6 мая 2000)
- 2000 — «Цыганский барон» оперетта И. Штрауса, Режиссёр В. Милков, Костюмы И. Боксер.
- 2000 — «Бал-маскарад» опера Дж. Верди, Режиссёр В. Милков, Костюмы И. Боксер.
- 2000 — «Амок» опера Б. Синкина. Режиссёр В. Милков